# 德米特里·沙什金
德米特里·沙什金（1975年8月8日—）是一位喬治亞政治家。他是俄羅斯裔喬治亞人。在2012年7月4日至10月25日期間，他曾經擔任喬治亞國防部長。沙什金已婚並育有兩個孩子。